# Shirō Hashizume
Shirō Hashizume (橋爪四郎?, Hashizume Shirō; Wakayama, 20 settembre 1928 – Ōta, 9 marzo 2023) è stato un nuotatore giapponese.

## Biografia
Specializzato nello stile libero ha vinto la medaglia d'argento nei 1500 m sl alle Olimpiadi di Helsinki 1952.
È stato uno dei Membri dell'International Swimming Hall of Fame.
È stato primatista mondiale sulla distanza dei 1500 m sl e della 4x200 m sl.

## Palmarès
- Olimpiadi

Helsinki 1952: argento nei 1500 m sl.